# Cinema 4D
Cinema 4D是一套由德国公司Maxon Computer开发的三维绘图软件，以其高的运算速度和强大的渲染外掛著称。Cinema 4D应用广泛，在广告、电影、工业设计、等方面都有出色的表现，例如影片《毁灭战士》（Doom）、（Van Helsing）、以及动画片、（Open Season）等等。它正成为许多一流艺术家和电影公司的首选，Cinema 4D已经走向成熟。

## 概要
Cinema 4D的前身是1989年发表的软件FastRay最初只发表在Amiga上，Amiga是一种早期的个人电脑系统，当时还没有图形界面。
两年后，在1991年FastRay更新到了1.0，但是这个软件当时还并没有有涉及到三维领域。1993年FastRay更名为CINEMA 4D 1.0，仍然在Amiga上发布。
德国MAXON公司出品的CINEMA 4D，是一套整合3D模型、动画与算图的高级三维绘图软件，一直以高速图形计算速度著名，并有令人惊奇的渲染器和粒子系统，其渲染器在不影响速度的前提下使图像品质有了很大的提高，針對打印、出版、设计來创造产品视觉效果。
2010年9月1日发布的CINEMA 4D R12，MoGraph升级为2.0，渲染比R11快2倍。
值得注意的是，CINEMA 4D R12提供了全新改版的MoGraph2，其中所新增的功能包括下列四点：
- MoDynamics:一个优化的物理模拟计划，该数以百计的物件可以很容易的作出碰撞或受到像是重力或摩擦的力量而弹跳。
- PolyFX:能够更方便针对物件的polygon面上作设定，并轻鬆制作出爆炸特效。
- MoSpline:针对现有的线条以加入力量或是任何效果的方式，将它们制作成栩栩如生的动画效果。
- Camera shader:新的Camera shader功能，能将摄影机镜头所见的画面，在物件上显现出来，使用这个功能便可以做出像是迴圈般的有趣效果。

此外，全新改版的MoGraph2被誉为真正强化CINEMA 4D的创作工具!MAXON也承诺将提供更多更优质的软体工具，持续协助3D设计工作者时先更进阶的创意发想。

## 模块组件
- MoGraph：在Cinema 4D 9.6版本中首次出现，他将提供给艺术家一个全新的维度和方法，又为Cinema 4D添上了一个绝对利器。它将类似矩阵式的制图模式变的极为简单有效而且极为方便，一个单一的物体，经过奇妙的排列和组合，并且配合各种效应器的帮助，你会发现单调的简单图形也会有不可思议的效果。

- Hair：Cinema 4d所开发的毛发系统也是起今为止最强大的系统之一。

- Advanced Render：高级渲染模块。Cinema 4d的渲染插件非常强大可以渲染出极为逼真的效果。

- BodyPaint 3D ：三维纹理绘画使用这个模块可以直接在三维模型上进行绘画，有多种笔触支持压感和图层功能，功能强大。

- Dynamics：动力学模块提供了模拟真实物理环境的功能，通过这个模拟的空间可以实现例如重力、风力、质量、刚体、柔体等效果。

- MOCCA：骨架系统，多用于角色设计。

- NET Render：网络渲染模块，可以将几台电脑用网络连接起来，进行同时渲染，可以大大增加渲染速度。

- PyroCluster：云雾系统

- Sketch & Toon：二维渲染插件，可以模拟二维的效果，例如马克笔效果、毛笔效果、素描效果等。

- Thinking Particles：粒子系统

## 版本历史

Cinema 4D R10屏幕截图

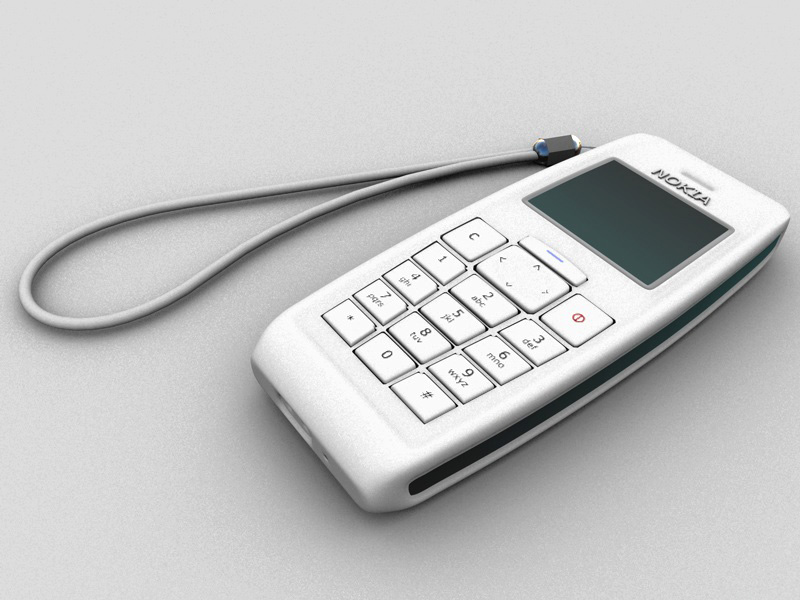
用Cinema 4D制作的工业设计

Cinema 4D R9产品包装

2006年10月4日MAXON官方网站发布了Cinema 4D Release 10，和BodyPaint 3D R3。并已经放出截面和试用版。此次在界面风格和设计方面做了很大的改动，整个界面以黑色调为主，包括全新的界面设计和全新的按钮图示。
新版本的Cinema4D Release 10将会包含所有插件的升级版本包括：Advanced Render高级渲染插件、MoGraph 矩阵系统、MOCCA 3 骨骼模块、HAIR毛发系统、Thinking Particles 粒子系统、Dynamics 动力学插件、NET Render 网络渲染插件、Sketch and Toon 卡通渲染模块。
这次发布Cinema4D将会分成两个版本包括CINEMA 4D XL-Bundle和CINEMA 4D STUDIO-Bundle，其中前者只集成了渲染、骨骼、粒子、网络渲染，4个插件。后者则包含了所有插件。
- 1990年
  - 创始人Christian和Philip Losch在编程比赛中获奖。

- 1991年
  - FastRay（CINEMA 4D最初的名字）在Amiga平台上发布。

- 1993年
  - CINEMA 4D V1在Amiga平台上发布。

- 1994年
  - CINEMA 4D V2在Amiga平台上发布。

- 1995年
  - CINEMA 4D V3在Amiga平台上发布。

- 1996年
  - CINEMA 4D V4发布苹果版与PC版。

- 1997年
  - CINEMA 4D XL V5发布。

- 1998年
  - CINEMA 4D SE V5发布。

- 1999年
  - CINEMA 4D GO V5发布。
  - CINEMA 4D NET发布。

- 2000年
  - CINEMA 4D XL发布。
  - 首次加入三维纹理绘画模块。

- 2001年
  - CINEMA 4D ART发布。
  - 加入云雾插件。
  - 同年发布CINEMA 4D R7。
  - 首次加入动力学插件。

- 2002年
  - CINEMA 4D R8发布。
  - 首次加入骨骼插件、粒子系统、和高级渲染插件。

- 2003年
  - BodyPaint 3D R2版本发布。
  - CINEMA 4D R8.5发布。
  - 加入2D渲染插件。

- 2004年
  - CINEMA 4D R9发布。

- 2005年
  - CINEMA 4D R9.5发布。
  - 首次发布64位版本和毛发系统。

- 2006年
  - CINEMA 4D R9.6发布。
  - 首次加入MoGraph系统。

- 2006年10月
  - CINEMA 4D R10和BodyPaint 3D R3版本发布并。

- 2008年9月
  - CINEMA 4D R11动画软件包发布。

- 2008年11月
  - CINEMA 4D R11版本花鸦中文翻译

- 2009年2月
  - CINEMA 4D R11升级编辑包使用更强大

- 2009年
  - CINEMA 4D R11.5發布

- 2010年9月1日
  - CINEMA 4D R12发布。
  - 模块（Modules）：Advanced Render 3、MoGraph 2、MOCCA、HAIR、Thinking Particles、Dynamices、NET Render、Sketch and Toon九大模块。
  - 版本（Releas）：Architecture Edition、Engineering Edition、Bundle、Broadcast Edition。
  - 更新（Update）：从R11.508升级到R11.528升級當中的進步包含下列幾點：①增進穩定度；②優越的對話和管理程序；③重新繪圖及檔案顯示的功能提升；④改善記憶體不足的狀況。
  - 更新（Update）：1.全新强大的动力学；2.增强渲染特性；3.新的角色工具；4.新的变形器；5.Pyhton语言；6.其他。

- 2011年
  - CINEMA 4D R13发布。
  - 更新物理渲染引擎，增加导入导出文件格式等等

- 2012年
  - CINEMA 4D R14发布。

- 2013年
  - CINEMA 4D R15发布。

- 2014年
  - CINEMA 4D R16发布。

- 2015年
  - CINEMA 4D R17发布。

- 2016年
  - CINEMA 4D R18发布。

- 2017年
  - CINEMA 4D R19发布。

- 2018年
  - CINEMA 4D R20发布。

- 2019年
  - CINEMA 4D R21发布。

- 2020年
  - CINEMA 4D R23发布。

- 2021年
  - CINEMA 4D R25发布。